# Staromavrinski
Stavrominski (del ruso: Старомавринский) es un jútor del raión de Gulkévichi del krai de Krasnodar, en el sur de Rusia. Está situado 13 km al sureste de Gulkévichi y 147 km al este de Krasnodar, la capital del krai. Tenía 17 habitantes en 2010.
Pertenece al municipio Otrado-Kubánskoye.